# Zhang Beiwen

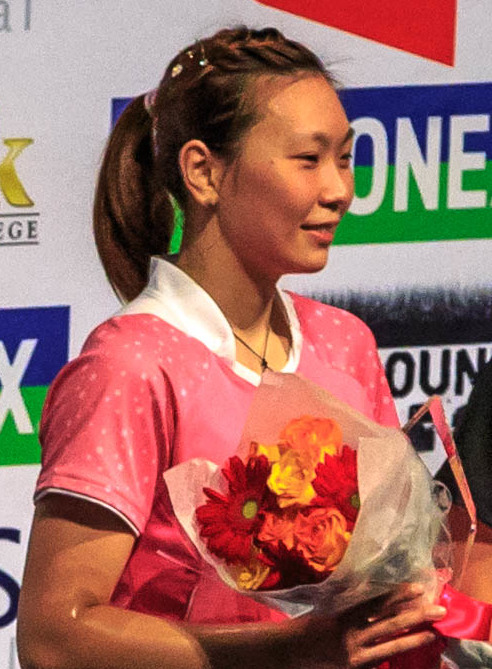
Zhang Beiwen, 2014

Zhang Beiwen (* 12. Juli 1990 in Liaoning) ist eine singapurische Badmintonspielerin, die später für die USA startete. 

## Karriere
Zhang Beiwen gewann bei den Einzelmeisterschaften von Singapur in der Saison 2007/2008 zweimal Bronze. Die Vietnam Open 2008 konnte sie siegreich gestalten. Bei den Südostasienspielen 2009 wurde sie Fünfte im Dameneinzel und bei der China Open Super Series 2010 Neunte, ebenfalls im Einzel.

## Sportliche Erfolge
| Saison    | Veranstaltung                   | Disziplin   | Platz | Name                   |
| --------- | ------------------------------- | ----------- | ----- | ---------------------- |
| 2007/2008 | Singapur: Einzelmeisterschaften | Dameneinzel | 3     | Zhang Beiwen           |
| 2007/2008 | Singapur: Einzelmeisterschaften | Damendoppel | 3     | Gu Juan / Zhang Beiwen |
| 2008      | Vietnam Open                    | Dameneinzel | 1     | Zhang Beiwen           |
| 2009      | Südostasienspiele               | Dameneinzel | 5     | Zhang Beiwen           |
| 2010      | China Open                      | Dameneinzel | 9     | Zhang Beiwen           |
| 2013      | USA International 2013          | Dameneinzel | 1     | Zhang Beiwen           |
| 2013      | Welsh International             | Dameneinzel | 1     | Zhang Beiwen           |
| 2013      | Boston Open                     | Dameneinzel | 1     | Zhang Beiwen           |
| 2014      | Brazil Grand Prix               | Dameneinzel | 1     | Zhang Beiwen           |
| 2022      | US-Meisterschaft 2022           | Dameneinzel | 1     | Zhang Beiwen           |